# Jurga
Jurga (ros. Юргa) – miasto w Rosji, w obwodzie kemerowskim. Jedno z największych miast obwodu.
W mieście rozwinął się przemysł maszynowy, materiałów budowlanych, meblarski oraz spożywczy.

## Demografia
W 2010 roku liczyło 81 533 mieszkańców. W 2025 roku liczy 77 092 mieszkańców.